# Juan Calot Sanz
Juan Calot Sanz (Carlet, 5 d'agost de 1886 - Alzira, 1936) fou un advocat i polític valencià, diputat a les Corts Espanyoles durant la Segona República.
Era membre de la maçoneria i dirigent destacat del Partit d'Unió Republicana Autonomista (PURA), amb el qual fou president de la diputació de València el 1931. També fou president de la Cambra Agrícola Provincial de València.
A les eleccions generals espanyoles de 1931 fou elegit diputat per la província de València i a les de 1933 ho fou per la província de Castelló, però renuncià al seu escó el gener de 1934. No fou escollit a les eleccions de 1936. Fou assassinat als pocs dies de començar la guerra civil espanyola per milicians del Front Popular.